# 기차타고
"기차타고"는 2014년 7월 11일에 발매된 제니스의 네번째 싱글음반이다. 이 곡은 에릭킴이 작사, 작곡하였으며, 2006년 <레일아트 창작가요제>컴필레이션 음반에 <SCAT>라는 팀명으로 처음 실리기도 했다. "기차타고 반주 버전" 등 두 곡이 수록되었으며, 많은 아카펠라 팬들의 사랑을 받고 있는 곡이다.

## 수록곡 목록
전체 작사·작곡: 에릭킴
| #            | 제목                       | 작사·작곡    | 재생 시간 |
| ------------ | -------------------------- | ------------ | --------- |
| 1.           | 〈기차타고 (아카펠라)〉    | 에릭킴       | 3분 23초  |
| 2.           | 〈기차타고[Instrumental]〉 | 에릭킴       | 3분 23초  |
| 총 재생 시간 | 총 재생 시간               | 총 재생 시간 | 6분 46초  |

## 같이 보기
- 제니스
- 아카펠라